# Anil Ganguly
Anil Ganguly (26 gennaio 1933 – Mumbai, 15 gennaio 2016) è stato un regista e sceneggiatore indiano.

## Filmografia
Regista

- Mera Yaar Mera Dushman (1969)
- Kora Kagaz (1974)
- Sankoch (1976)
- Tapasya (1976)
- Trishna (1978)
- Khandaan (1979)
- Agreement (1980)
- Neeyat (1980)
- Aanchal (1980)
- Humkadam (1980)
- Karwat (1982)
- Saaheb (1985)
- Katha Sagar (1986) - Serie TV; 4 episodi
- Pyar Ke Kabil (1987)
- Sadak Chhap (1987)
- Mera Yaar Mera Dushman (1987)
- Balidan (1990)
- Dushman Devta (1991)
- Dil Ki Baazi (1993)
- Angaara (1996)
- Kiye Para Kiye Nijara (1998)
- Ankhiyon Ke Jharonkhon Se (2001) - Film TV

Sceneggiatore

- Tapasya (1976)
- Kaun? Kaisey? (1983)
- Dil Ki Baazi (1993)
- Kiye Para Kiye Nijara (1998)

Attore

- Tuono lontano (Ashani Sanket), regia di Satyajit Ray (1973)